# John Jahn
John Jahn (ur. 23 marca 1870 w Kyritz, zm. 16 lutego 1930 w Sopocie) – profesor zwyczajny inżynierii kolejowej i budowy kotłów parowych.

## Życiorys
Absolwent wydziału budowy maszyn Politechniki Berlińskiej i Stuttgarckiej. Pracował jako budowniczy regionalny na Kolei Pruskiej.
W latach 1904–1930 pracownik katedry inżynierii kolejowej i budowy kotłów parowych Politechniki Gdańskiej, a w latach 1925–1926 rektor uczelni.